# Annette Katzmann
Annette Katzmann (født 31. januar 1960 Esbjerg.) er en dansk skuespillerinde.
Hun blev uddannet på skuespillerskolen ved Århus Teater i 1989.
I 1996-1997 medvirkede hun i børneprogrammet "Det Gule Hus" på TV2 i rollen som Sofie.

## Filmografi
- Skat - det er din tur (1997)
- Fluerne på væggen (2005)

### TV-serier
- Rejseholdet (2000)
- Hotellet (2002)
- Arvingerne (2014)